# NGC 6200
NGC 6200 је расејано звездано јато у сазвежђу Олтар које се налази на NGC листи објеката дубоког неба.
Деклинација објекта је - 47° 28' 11" а ректасцензија 16h 44m 8,6s. Привидна величина (магнитуда) објекта NGC 6200 износи 7,4. NGC 6200 је још познат и под ознакама OCL 978, ESO 277-SC8.